# Мусорщик
«Му́сорщик» — художественный фильм Георгия Шенгелии 2001 года, снятый по одноимённой повести Ивана Охлобыстина.
 Премьера состоялась на канале «ОРТ» 17 марта 2002 года.

## Сюжет
Девушка с тайным заданием приезжает в провинциальный город, где встречается с мусорщиком, который вечером оказывается элегантным и ироничным респектабельным господином. Между ними возникает взаимный интерес, и они начинают играть в игру, пытаясь угадать прошлое друг друга. В процессе игры выясняется, что девушка весьма неплохо осведомлена о прошлом мусорщика, что видно по его реакции, когда она рассказывает о его прошлом. Несколько вечеров спустя, окончательно убедившись в том, что это тот человек, который ей нужен, девушка  передает ему аванс в несколько сотен тысяч долларов чтобы сделать то, что он делает лучше всего — «убрать мусор». Однако мусорщик отказывается и предлагает ей остаться здесь и жить с ним. Привыкшая к совершенно другой роскошной жизни девушка, несмотря на возникшее глубокое чувство к мусорщику, покидает город, так и не открыв ему своё настоящее имя, предварительно позвонив своим нанимателям и сказав, что мусорщик взял от неё деньги. 

## В ролях
- Алексей Гуськов — Николай, мусорщик
- Олеся Судзиловская — девушка
- Владимир Гусев — Пётр Иванович, мэр (озвучивает Александр Ильин)
- Александр Робак
- Владимир Стержаков
- Юрий Колокольников — голос за кадром